# Astromesites regis
Astromesites regis är en sjöstjärneart som beskrevs av H.E.S Clark och D.G. McKnight 2000. Astromesites regis ingår i släktet Astromesites och familjen kamsjöstjärnor.
Artens utbredningsområde är havet kring Nya Zeeland. Inga underarter finns listade i Catalogue of Life.